# Vârfurile
Vârfurile là một xã thuộc hạt Arad, România. Dân số thời điểm năm 2002 là 3302 người.